# Залесский, Пётр Иванович
Пётр Иванович Залесский (17 октября 1867 — после 1933) — российский генерал-майор, писатель, участник Первой мировой войны.

## Биография
Окончил Петровский Полтавский кадетский корпус.
22 августа 1885 года поступил на военную службу.
В 1888 году окончил Михайловское артиллерийское училище. Был выпущен подпоручиком в 23-ю конно-артиллерийскую батарею, переведён в 17-ю конно-артиллерийскую батарею.
С 11 августа 1890 года — поручик.
В 1895 году окончил Николаевскую академию Генерального штаба по 1-му разряду.
20 мая 1895 года — штабс-капитан. Назначен состоять при Варшавском военном округе.
С 25 марта 1896 года — старший адъютант штаба 7-й кавалерийской дивизии.
С 13 апреля 1897 года — капитан.
1 марта 1900 — 1 марта 1901 — цензовое командование эскадроном в 20-м драгунском Ольвиопольском полку.
С 28 марта 1901 года — начальник строевого отдела штаба Брест-Литовской крепости.
1 апреля 1901 года — подполковник, штаб-офицер для особых поручений при штабе 1-го кавалерийского корпуса.
1 апреля — 1 октября 1902 года — состоял при 19-м драгунском Кинбурнском полку для ознакомления с общими требованиями управления и ведения хозяйства в кавалерийском полку.
С 23 августа 1902 года — штаб-офицер для особых поручений при штабе 2-го кавалерийского корпуса.
С 6 июня 1904 года — начальник штаба 6-й кавалерийской дивизии.
С 17 апреля 1905 года — Полковник.
С 1 ноября 1911 года — командир 4-го драгунского Новотроицко-Екатеринославского полка.

### Первая мировая война
Август 1914 года — участие в походе в Восточную Пруссию.
15(28) августа 1914 — исполняющий дела начальника штаба VI армейского корпуса.
В сентябре — ноябре 1914 года — начальник штаба VI армейского корпуса.
С 16 ноября 1914 года — начальник штаба 1-го кавалерийского корпуса.
С 17 ноября 1914 года — генерал-майор.
С 25 июня 1915 года — командир 1-й бригады 3-й кавалерийской дивизии.
С 17 декабря 1916 года — начальник штаба XXVIII армейского корпуса.
С 30 апреля 1917 года — начальник 6-й кавалерийской дивизии.

## Гражданская война
Во время Гражданской войны сражался в Донской армии.
Редактор центральной военной газеты Крыма "Военный голос" выходившей в Севастополе. 
Входил в состав Высшей комиссии правительственного надзора, которая была создана 12 (25) сентября 1920 года в Севастополе приказом № 3626 генерал-лейтенанта барона П. Н. Врангеля из надежных сановников (председатель — генерал Э. В. Экк, сенаторы А. Н. Неверов, С. Н. Трегубов, Н. И. Ненарокомов, генерал-лейтенант А. С. Макаренко, генералы П. И. Залесский и В. В. Беляев) с целью рассмотрения жалоб и сообщений о всех «особо важных преступных деяниях по службе государственной или общественной и серьёзных непорядках в отдельных отраслях управления», а также прошений на имя главнокомандующего.
Эмигрировал в Германию.

## Награды
- Орден Святого Станислава III степени (1897)
- Орден Святой Анны III степени (1902)
- Орден Святого Станислава II степени (1907)
- Орден Святой Анны II степени (1910; 18.03.1911)
- Орден Святого Владимира IV степени (1913; 11.05.1914)
- Орден Святого Владимира III с мечами (ВП 03.01.1915)
- Орден Святого Станислава I степени с мечами (ВП 04.06.1915)

## Сочинения
В военной литературе стал известен с 1897 года («Военный сборник»), сотрудничая почти во всех военно-периодических изданиях, преимущественно по военно-бытовым вопросы и на кавказские темы. Кроме того, известен как изобретатель кавалерийского офицерского вьюка, за который был удостоен премии имени В. К. Николая Николаевича Старшего.
Отдельно изданы:
- Целесообразный путь к уменьшению военных расходов в мирное и в военное время. Кн. 1: Необходимые реформы в сфере административной организации и хозяйства военного ведомства. — М.: тип. Э. Лисснера и Ю. Романа, 1886. — 244 с.
- Главнейшие виды деятельности конницы. Ч. 1―2. — СПб.: В. Березовский, 1910—1911.
- Что нужно нашей коннице? — СПб.: В. Березовский, 1909. — 59 с.
- Возмездие: (Причины русской катастрофы). — Берлин, 1925. — 280 с.